# Petrus Plancius
Petrus Plancius ((Dranouter, Flandes), 1552 – 1622), forma llatinitzada de Pieter Platevoit, fou un teòleg, cartògraf i astrònom, nascut a Flandes el 1552. Després d'establir-se a Amsterdam a partir de 1585 (després d'haver fugit de Brussel·les per temor a ser perseguit per la seva religió, quan aquesta ciutat va caure en mans d'Espanya), es va interessar per la navegació i la cartografia, convertint-se més tard en el cartògraf oficial de la Companyia Holandesa de les Índies Orientals, per a la qual va produir sobre 100 mapes i cartes de navegació.
Amb ocasió de la primera expedició holandesa cap a les Índies Orientals el 1595, Plancius va demanar al navegant neerlandès Pieter Dirkszoon Keyser, pilot de la Hollandia, que portés a terme observacions astronòmiques, amb el propòsit de crear diverses constel·lacions que omplissin els espais fins llavors buits a la zona meridional de la volta celeste. Keyser va morir durant l'expedició, però les seves observacions van ser lliurades a Plancius pel seu assistent, Frederick de Houtman. Aquestes dotze constel·lacions van ser incorporades en un nou panisferi preparat per Plancius l'any 1598 i a l'obra Uranometria, de Johann Bayer, en 1603.
El mateix Plancius va ser creador de diverses constel·lacions addicionals, només tres de les quals sobreviuen avui dia. Aquestes són: Columba (proposta en 1592, Camelopardalis i Monoceros (ambdues propostes en 1613).

## Cartògraf
Va ser un dels fundadors de la Companyia Holandesa de les Índies Orientals per a la qual va realitzar més de 100 mapes i cartes de navegació. Va arribar a ser el cartògraf oficial de la companyia.
El 1592 va publicar el seu més conegut mapa, el mapa del món titulat  Nova et exacta Terrarum Tabula Geographica et hydrographica . A part dels mapes, va publicar diaris i guies de navegació i desenvolupar un nou mètode per determinar la longitud. També va introduir la projecció de Mercator en els mapes de navegació.
Plancius va ser amic de Henry Hudson, navegant anglès molt conegut per les seves exploracions al Nou Món i la seva recerca d'un pas cap a l'Oceà Pacífic a través del Pol Nord.

## Mapes

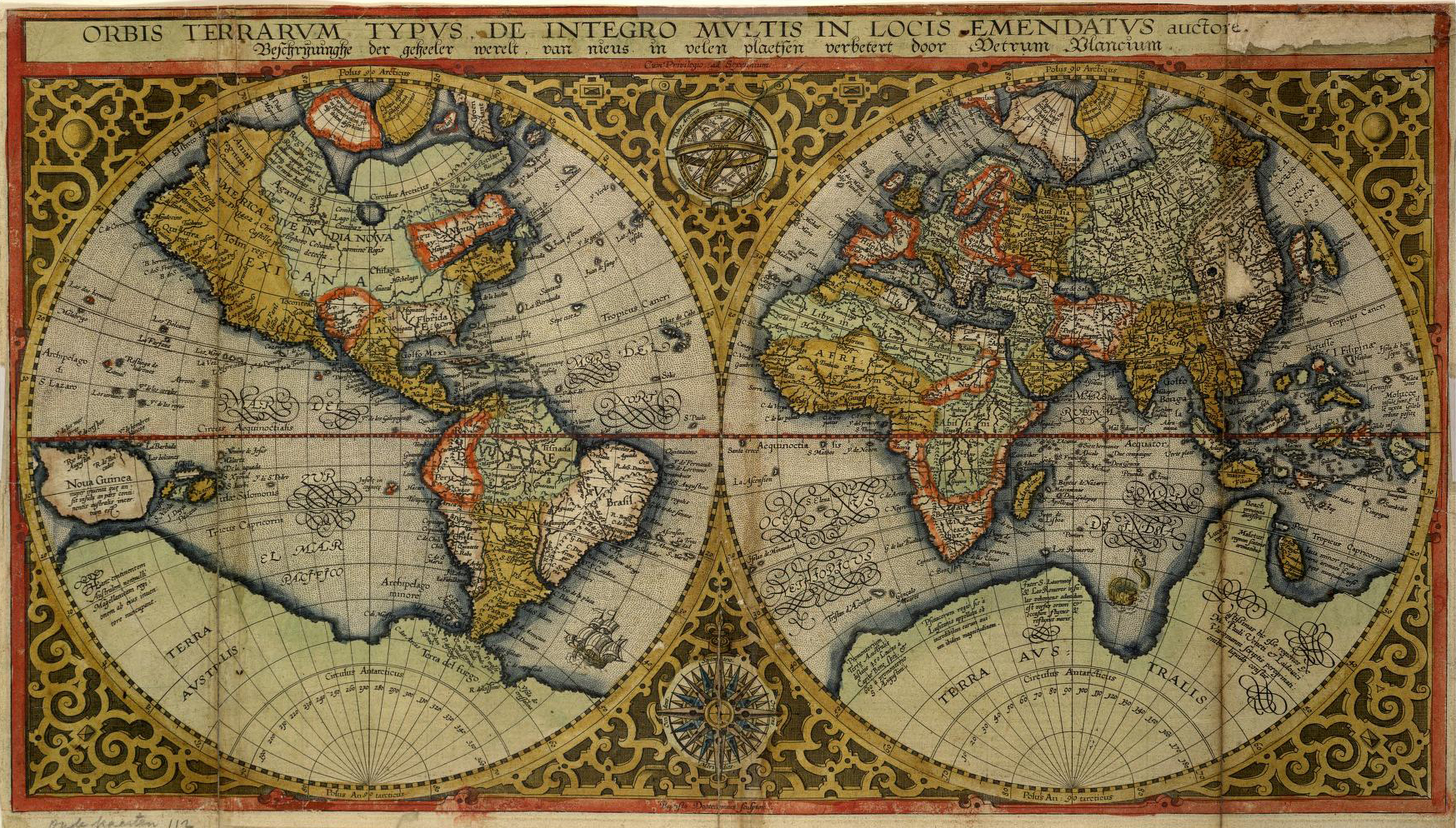
Orbis Terrarum 1590
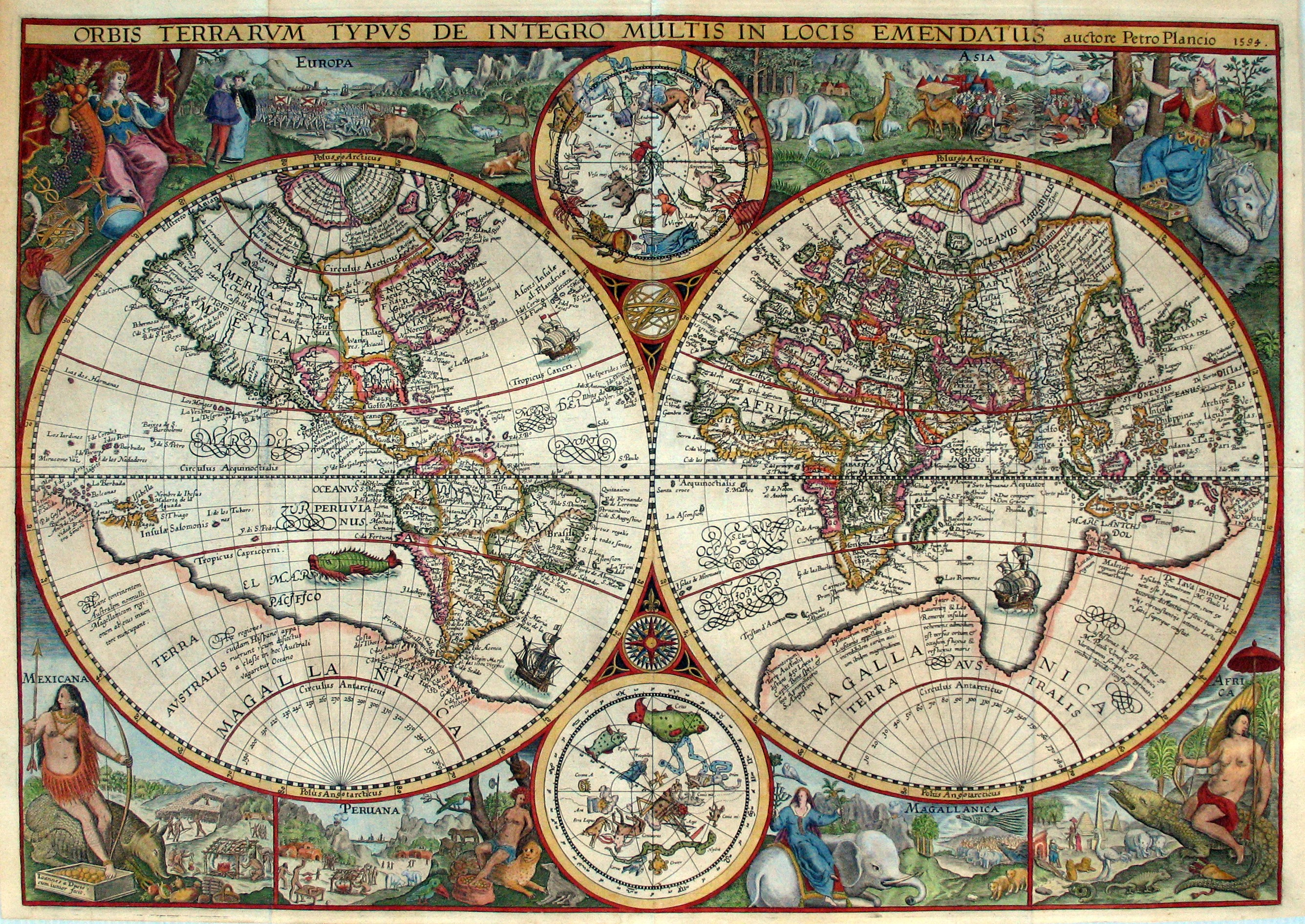
Orbis Terrarum 1594
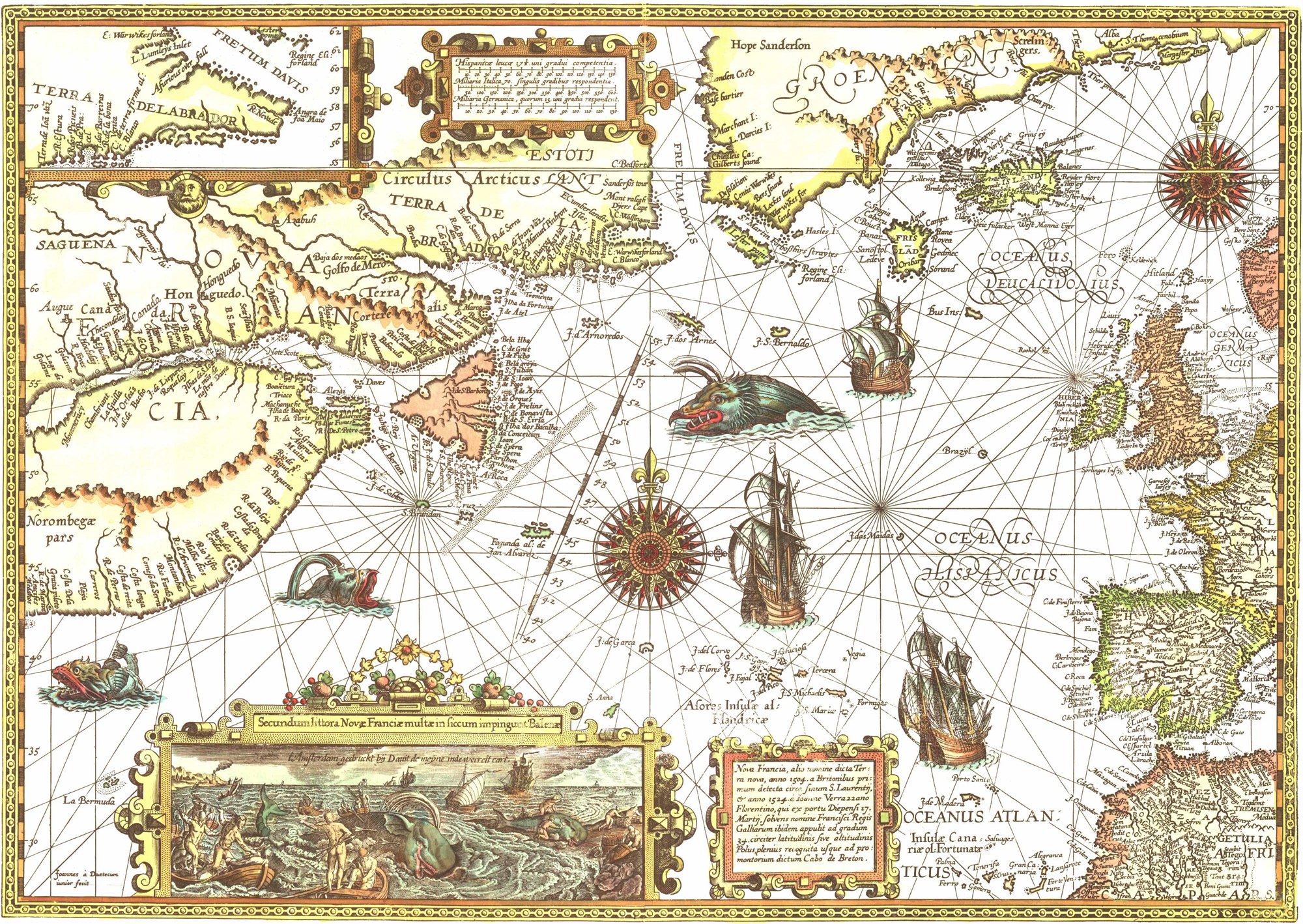
Nova Francia .. Terra Nova 1592
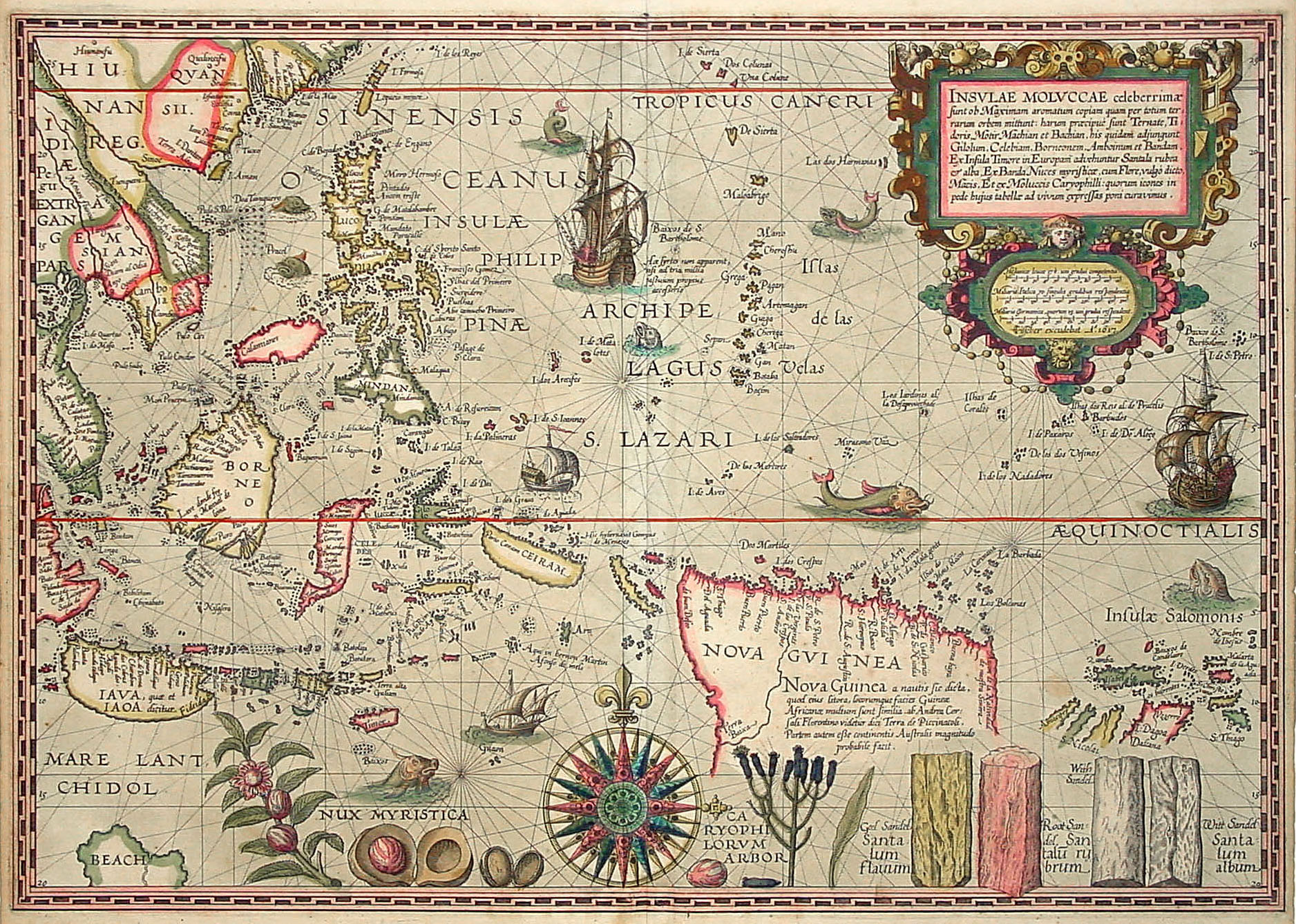
Insulae Moluccae 1592